# JINHA
JINHA (türkisch Jin Haber Ajansı) ist eine kurdische Nachrichtenagentur, in der ausschließlich Frauen arbeiteten. Der Name kommt von „Jin“, das auf kurdisch Frau bedeutet, gefolgt von „H“ für haber (Nachricht auf Türkisch) und „A“ für ajansi (Agentur auf Türkisch). Hauptsitz von JINHA  war Diyarbakir. Nach dem Verbot in der Türkei wurde die Nachrichtenagentur unter dem Namen NuJINHA in Schweden neu gegründet. Ihre Website betreibt sie unter dem ursprünglichen Namen.

## Geschichte
JINHA wurde 2012 von kurdischen Frauen gegründet. Es arbeiteten Frauen aus verschiedenen Nationalitäten mit. Hauptsitz von JINHA  war Diyarbakir. Es wurden in den Sprachen Englisch, Kurdisch und Türkisch Nachrichten verfasst. Das Ziel war, eine andere als die bekannte und von Männern dominierte Wortwahl zu benutzen. Die Journalistinnen wollten aus der Sichtweise der Frauen berichten und die Frau nicht als Sexobjekt darstellen. JINHA hatte verschiedene Standorte in Rojava und in der Türkei sowie einen in Sulaymaniyah im Irak. Zuerst war die Website nur für Abonnenten zugänglich. Später öffneten sie sich einem weiteren Publikum und verfassten öffentlich zugängliche Artikel.
Seit dem Ende des Friedensprozesses zwischen der PKK und der türkischen Regierung wurde es für kurdische Nachrichtenagenturen wie JINHA schwierig, weiter ihrer Arbeit nachzugehen. So berichtete etwa Güler Can vom JINHA-Büro in Diyarbakir, dass veröffentlichte Artikel als Beweis für Anklagen gegen Journalisten genutzt werden. Im Dezember 2015 wurde Beritan Canözer, während sie an einer Demonstration in Diyarbakir teilnahm, um von ihr zu berichten, von der Polizei festgenommen, weil sie zu „begeistert“ ausgesehen haben soll.
Am 29. Oktober 2016 wurde JINHA durch das Dekret 675 geschlossen. Am 6. Januar 2021 ging als Nachfolgeprojekt die Frauennachrichtenagentur NuJINHA mit Sitz in Schweden auf Sendung.